# تشارلز إروين
تشارلز إروين (بالإنجليزية: Charles Irwin)‏ هو عسكري أيرلندي، ولد في 1824 في Manorhamilton ‏ في جمهورية أيرلندا، وتوفي في 8 أبريل 1873 في Newtownbutler ‏ في المملكة المتحدة.